# Niek Schiks
Niek Schiks (Boxmeer, 3 februari 2004) is een Nederlands voetballer die als doelman voor PSV speelt.

## Clubcarrière
Niek Schiks begon met voetballen bij JVC Cuijk, waar hij speelde in de verdediging of op het middenveld. In 2012 werd hij gescout door PSV en opgenomen in diens jeugdopleiding. Hier werd hij omgeschoold tot doelman. Bij PSV tekende Schiks in 2021 een contract tot medio 2024. Schiks debuteerde in het betaald voetbal voor Jong PSV op 5 september 2022, in de met 0-3 verloren thuiswedstrijd tegen TOP Oss. Hij speelde in het seizoen 2022/23 zestien wedstrijden in de Eerste divisie. Ook zat hij dit seizoen driemaal op de bank bij het eerste elftal van PSV in de Eredivisie, maar debuteerde nog niet. 
In februari 2024 verlengde Schiks zijn contract bij PSV en voegde hij zich bij de A-selectie. Schiks won met PSV wel de Eredivisie maar debuteerde niet.
In het seizoen 2014/25 werd Schiks kampioen met PSV zonder een wedstrijd te spelen in het eerste elftal.

## Interlandcarrière
Op 25 maart 2023 zat Schiks op de bank tijdens een oefenwedstrijd tegen Frankrijk –20, tot spelen kwam het echter niet.
Op 12 november 2024 werd Schiks door bondscoach Michael Reiziger opgeroepen voor Jong Oranje, door afzeggingen van Kenneth Taylor, Rome-Jayden Owusu-Oduro en Lennard Hartjes.

### Statistieken

#### Beloften
| Seizoen                        | Club            | Land            | Competitie      | Competitie | Competitie | Beker | Beker | Totaal | Totaal |
| Seizoen                        | Club            | Land            | Competitie      | Wed.       | Dlp.       | Wed.  | Dlp.  | Wed.   | Dlp.   |
| ------------------------------ | --------------- | --------------- | --------------- | ---------- | ---------- | ----- | ----- | ------ | ------ |
| 2021/22                        | Jong PSV        | Nederland       | Eerste divisie  | 0          | 0          | –     | –     | 0      | 0      |
| 2022/23                        | Jong PSV        | Nederland       | Eerste divisie  | 16         | 0          | –     | –     | 16     | 0      |
| 2023/24                        | Jong PSV        | Nederland       | Eerste divisie  | 18         | 0          | –     | –     | 18     | 0      |
| Totaal beloften                | Totaal beloften | Totaal beloften | Totaal beloften | 34         | 0          | 0     | 0     | 34     | 0      |
| Bijgewerkt op 29 februari 2024 |                 |                 |                 |            |            |       |       |        |        |

#### Senioren
| Seizoen                       | Club            | Land            | Competitie      | Competitie | Competitie | Beker | Beker | Overig | Overig | Totaal | Totaal |
| Seizoen                       | Club            | Land            | Competitie      | Wed.       | Dlp.       | Wed.  | Dlp.  | Wed.   | Dlp.   | Wed.   | Dlp.   |
| ----------------------------- | --------------- | --------------- | --------------- | ---------- | ---------- | ----- | ----- | ------ | ------ | ------ | ------ |
| 2022/23                       | PSV             | Nederland       | Eredivisie      | 0          | 0          | 0     | 0     | 0      | 0      | 0      | 0      |
| Totaal senioren               | Totaal senioren | Totaal senioren | Totaal senioren | 0          | 0          | 0     | 0     | 0      | 0      | 0      | 0      |
| Carrièretotaal                | Carrièretotaal  | Carrièretotaal  | Carrièretotaal  | 16         | 0          | 0     | 0     | 0      | 0      | 16     | 0      |
| Bijgewerkt op 6 augustus 2023 |                 |                 |                 |            |            |       |       |        |        |        |        |

## Erelijst
| Eredivisie | 2x | 2023/24, 2024/25 |